# 김광림 (역사가)
김광림(金光林, 1963년~)은 일본의 역사가이자, 대학 교수이다.